# Phoenicoprocta thera
Phoenicoprocta thera är en fjärilsart som beskrevs av Druce 1889. Phoenicoprocta thera ingår i släktet Phoenicoprocta och familjen björnspinnare. Inga underarter finns listade i Catalogue of Life.